# Werner Adolf
Werner Adolf O.Cist, születési nevén Werner Vilmos (Tiszafüred, 1867. május 14. – Zirc, 1939. február 5.) ciszterci szerzetes, zirci apát. Publikált  Werner Adolf Vilmos és  Werner A. Vilmos néven. 

## Élete
1890-ben szentelték pappá. A székesfehérvári ciszterci gimnázium tanárává nevezték ki. 1895-ben Egerbe helyezték át. 1904-től a bajai rendház főnöke lett. Két évvel később megalapította a bajai Szabadliceális Egyesületet. 1917-től perjel és egyúttal az egri gimnázium igazgatója lett. 1921-ben tankerületi főigazgatóvá nevezték ki. 1922–24 között szerkesztette A ciszterci rend egri Szent Bernát-főgimnáziumának értesitőjét. 
1924-ben apáttá választották, a pápa pedig a violaszínű zucchetto és birétum viselésének engedélyezésével tüntette ki, mely alapjában püspöki jog. 
A nevelésügy terén szerzett érdemei elismeréséül a Horthy Miklós kormányzó 1929. október 26-án a II. osztályú magyar érdemkereszttel és csillaggal tüntette ki. A felsőház tagja, a Gárdonyi Társaság egyik alapítója és tiszteletbeli elnöke, valamint a Katolikus Tanáregyesület védnöke.
Magyar irodalmi, művészettörténeti és pedagógiai tanulmányokkal foglalatoskodott.

## Szociális tevékenysége
Kormányzása idején az apátság anyagilag megerősödött, ez lehetővé tette, hogy a középiskolájukat új és modern tanintézetté fejlesszék. Több szociális intézkedést is hozott: a kor szociális követelményeinek megfelelően 1928-ban rendezte a cselédség konvencióját (a szegődményes cselédek természetbeni bére), 1936-tól kezdve bevezette a családi bért is, mégpedig úgy, hogy egy közcseléd évi fizetését 923 pengőre emelte (az országos átlag ekkor 720 pengő körül mozgott).  
1930-ban elsőnek rendezte a gazdatiszti nyugdíjat: 35 évi szolgálat után 5400 pengő nyugdíjat fizetett. Jelentős összegeket fordított ínségakciókra, gyermeknyaraltatásra, diákjóléti intézményekre mindazon helyeken, ahol a rendnek gazdasági és kulturális érdekeltsége volt. Az előszállási birtokon éveken keresztül nyaraltatott szegény gyermekeket, s a rend gimnáziumaiban 30 000 pengő tandíjat engedett el a szegény tanulóknak.  
Rendszeresen támogatta a Szent Vince Szeretethölgyeinek zirci egyesületét, amely 1932-ben alakult, a zirci szegények gondozására, ellátására. 

## Irodalmi munkássága
- A székesfehérvári kath. főgymnásium története. Székesfehérvár, 1896
- Goethe és Kármán. Esztétikai tanulmány; Bertalanffy, Szombathely, 1890
- Kisfaludy Sándor levélregénye. 1890
- Pázmány Péter négy prédikációja; s.n., Szeged, 1914 (Irodalmi segédkönyvek)
- A bajai főgimnázium története; Kazal Ny., Baja, 1914